# Brentford

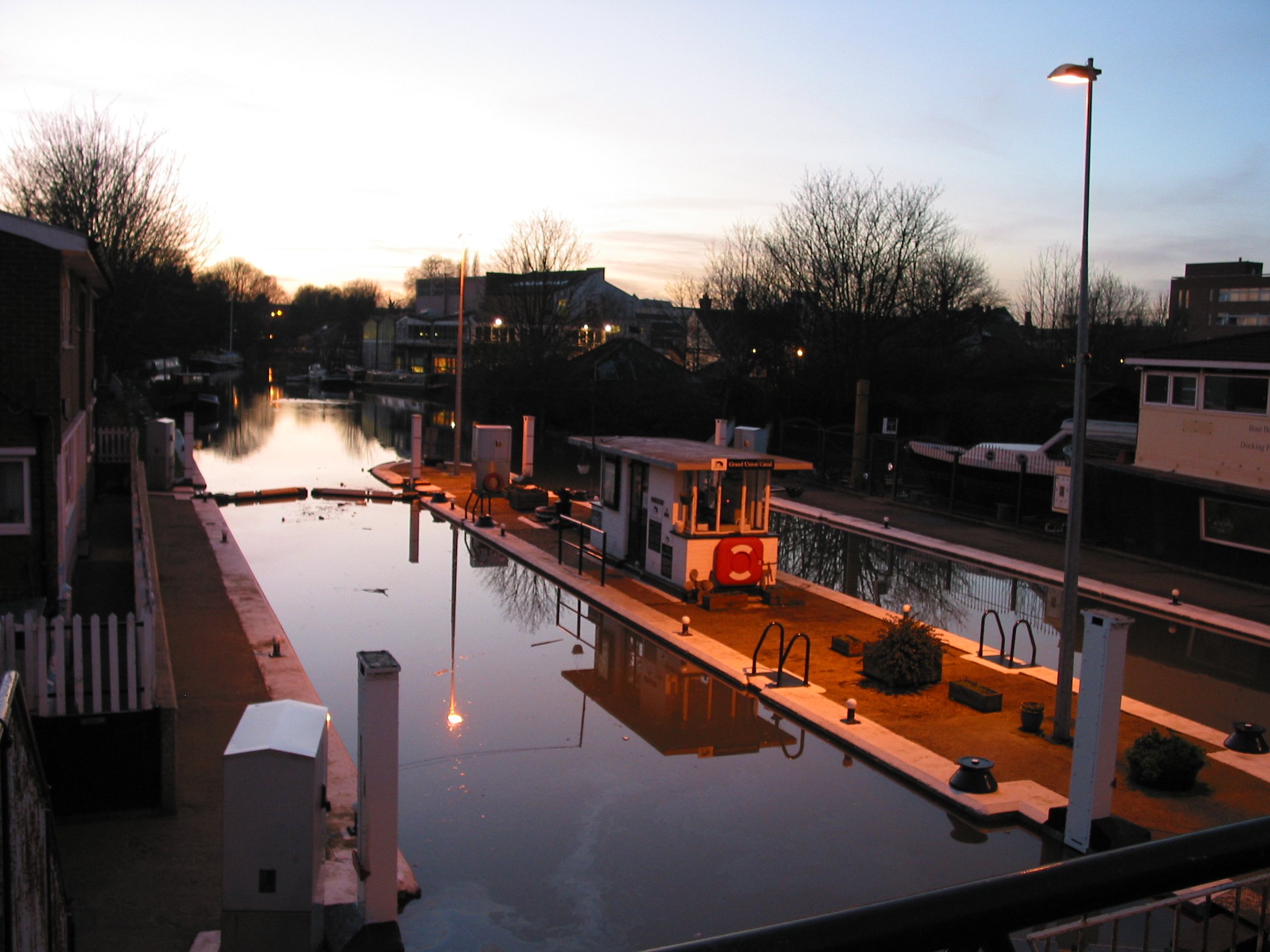
Đồng hồ The Thames trên Kênh đào Grand Union tại Brentford.

Brentford là một thành thị ngoại ô nằm ở phía tây Luân Đôn, Anh, là một phần của Khu Hounslow của Luân Đôn. Brentfordt tọa lạc tại hợp lưu của sông Thames và sông Brent, cách 8 dặm (13 km) về phía tây tây nam của Charing Cross. Hạt nghi lễ trước đây của Brentford là Middlesex.